# 人手
| ウィキペディアには「人手」という見出しの百科事典記事はありません（タイトルに「人手」を含むページの一覧/「人手」で始まるページの一覧）。 代わりにウィクショナリーのページ「人手」が役に立つかもしれません。 |